# Eulocastra tarachodes
Eulocastra tarachodes là một loài bướm đêm trong họ Noctuidae.